# Journée de Gustave Adolphe

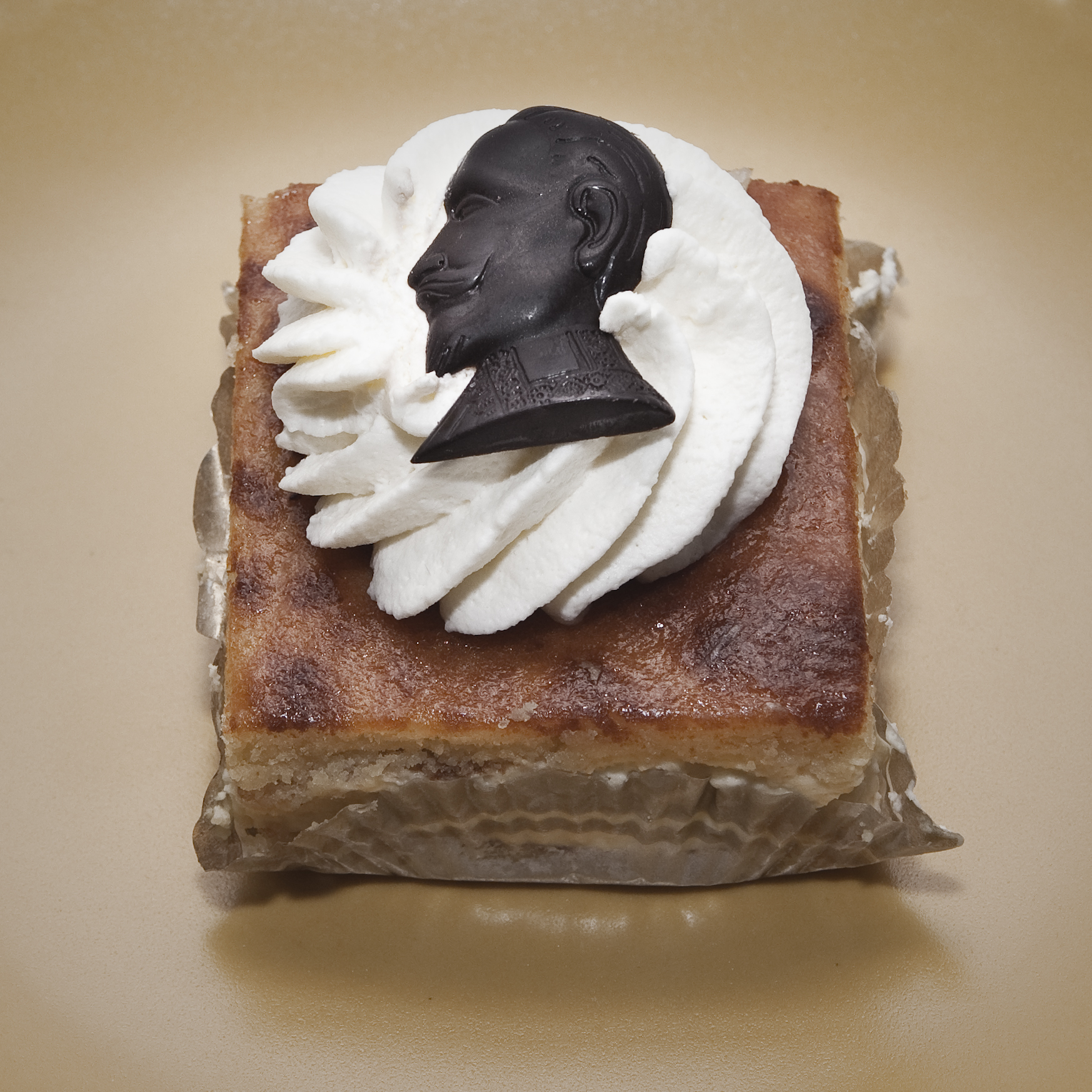
Gâteaux de Gustave Adolphe (Gustav Adolsbakelse).

La journée de Gustave Adolphe  (« Gustav Adolfsdagen » en suédois) est une fête célébrée en Suède tous les 6 novembre. Elle commémore le décès du roi suédois Gustave II Adolphe à la bataille de Lützen le 6 novembre 1632 durant la guerre de Trente Ans.
Lors de cette journée, le drapeau de la Suède est à l'honneur. C'est également l'occasion de manger des gâteaux avec le portrait du roi dessus, les Gustav Adolfsbakelse.